# Бабаев, Фируддин Али оглу
Фируддин Али оглу Бабаев (азерб. Firuddin li oğlu Babayev) 1 мая 1929, Şirvanlı, Бардинский район — 22 июня 1987, Кировабад) ― всемирно известный советский и азербайджанский учёный, доктор биологических наук, профессор. Известен благодаря своему успеху в борьбе с вертициллезным увяданием, самым опасным заболеванием хлопчатника, поскольку оно может поражать более 60 % растений.

## Биография
Фируддин Бабаев родился 1 мая 1929 года в городе Барда Азербайджанской ССР. Был старшим ребенком в семье из шести детей. Бабаев учился в сельскохозяйственном техникуме в Агдаме, а в 1948 году продолжил учебу на факультете агрономии Азербайджанского сельскохозяйственного института и окончил его в 1953 году.
В 1959 году получил степень кандидата биологических наук в Кишинёве (Молдова). В 1961 году получил ученую степень старшего научного сотрудника фитопатологии. 21 апреля 1972 года Высшая аттестационная комиссия утвердил Бабаева ученую степень доктора биологических наук, а 13 декабря 1972 года Президиум ВАК утвердил ученого в звании профессора. Таким образом, доктор Фируддин Бабаев стал первым профессором патологии растений в Азербайджанской ССР.
Многие годы он возглавлял лабораторию фитопатологии Азербайджанского научно-исследовательского института хлопка. Позже он стал профессором патологии растений Азербайджанской государственной сельскохозяйственной академии. Его научным руководителем был видный ученый-фитопатолог, заведующий кафедрой патологии растений Московской сельскохозяйственной академии имени Тимирязева академик Михаил Сергеевич Дунин.
Фируддин Бабаев скончался 22 июня 1987 года в Гяндже. Похоронен на Аллее почета в Гяндже.

## Вклад в науку
Его докторская работа была посвящена профилактике и борьбе с самой опасной болезнью хлопчатника — вертициллезным увяданием. Впервые в Советском Союзе разработан метод химической защиты при борьбе с этим заболеванием. Заболевание наиболее опасно для средневзвешенных сортов (Gossypium hirsutum). Чтобы помочь специалистам сельского хозяйства в борьбе с увяданием, он написал книгу «Химическая защита растений». В период с 1953 по 1969 годы он проводил исследования в АзНИИЦ, АзНИИЗР, в Институте биохимии АН СССР под руководством члена-корреспондента ВАСХНИЛ профессора Б. А. Рубина.
Работа Бабаева получила высокую оценку академиков М. С. Дунина, И. М. Полякова, Н. А. Дорожкина, М. З. Мухамеджанова, Л. А. Канчавели и др.
В 1966 году Бабаев получил письмо от американского профессора Калифорнийского университета профессора доктора Стивена Вильгельма, в котором он хвалил научные работы Ф. А. Бабаева и просил прислать ему материалы его исследований. Эта работа также вызвала большой интерес ученых Франции. В 1971 году на международной конференции в Ташкенте Ф. Бабаев сделал доклад о увядании хлопчатника. Был приглашен в Калифорнийский университет в США для чтения лекций по патологии растений. Также с этой же целью неоднократно приглашались в университеты Англии, Франции, Индии, Пакистана, Египта и др.

## Избранные произведения
- Синтез и получение новых гидразонов, проверка их биологической активности. — Гянджа, Азербайджан: 1972
- Основные болезни хлопчатника и меры против них. — Баку, Азербайджан: 1977
- Использование пестицидов в сельском хозяйстве Азербайджанской ССР. — Гянджа, Азербайджан: 1987;
- Химическая защита растений («Bitkilərin Kimyəvi Mühafizəsi») "- Баку, Азербайджан: 1992 (опубликовано после смерти)